# Piruvat kinaza
Piruvat kinaza (EC 2.7.1.40) je enzim koji učestvuje u glikolizi. Ona katalizuje transfer fosfatne grupe sa fosfoenolpiruvata (PEP) na ADP, formirajući molekul piruvata i ATP-a.

## Reakcija
Za rad piruvat kinaze je neophodan jon magnezijuma. Enzim se grupiše kao transferaza u međunarodnoj klasifikaciji enzima. 
Piruvat kinaza posreduje finalni korak u glikolitičkom putu, kojim se formira piruvat, krajnji proizvod aerobne glikolize. U anaerobnoj glikolizi, laktat dehidrogenaza koristi NADH proizveden gliceraldehid fosfat dehidrogenazom da redukuje piruvat do laktata. Kod ljudi, postoje dva izozima piruvat kinaze: tip M (mišići, SwissProt P14618) i tip L,R (jetra i eritrociti, SwissProt P30613). Ovi izozimi se razlikuju po primarnoj strukturi i regulaciji.

## Literatura
- Nicholas C. Price; Lewis Stevens (1999). Fundamentals of Enzymology: The Cell and Molecular Biology of Catalytic Proteins (Third изд.). USA: Oxford University Press. ISBN 019850229X.
- Eric J. Toone (2006). Advances in Enzymology and Related Areas of Molecular Biology, Protein Evolution (Volume 75 изд.). Wiley-Interscience. ISBN 0471205036.
- Branden C; Tooze J. Introduction to Protein Structure. New York, NY: Garland Publishing. ISBN 0-8153-2305-0.
- Irwin H. Segel. Enzyme Kinetics: Behavior and Analysis of Rapid Equilibrium and Steady-State Enzyme Systems (Book 44 изд.). Wiley Classics Library. ISBN 0471303097.

## Spoljašnje veze
- Pyruvate+kinase на 